# USS Lovering (DE-39)
USS Lovering (DE-39) là một tàu hộ tống khu trục lớp Evarts được Hải quân Hoa Kỳ chế tạo trong Chiến tranh Thế giới thứ hai. Nó là chiếc tàu chiến thứ hai của Hải quân Mỹ được đặt theo tên Thiếu úy Hải quân William Bacon Lovering (1913-1942), phục vụ trên tàu khu trục Hammann (DD-412), và đã tử trận ngày 6 tháng 6, 1942 khi chiếc Hammann bị đánh chìm trong Trận Midway. Nó đã phục vụ cho đến khi chiến tranh kết thúc, xuất biên chế vào ngày 16 tháng 10, 1945 và xóa đăng bạ vào ngày 1 tháng 11, 1945. Con tàu bị bán để tháo dỡ vào ngày 31 tháng 12, 1946. Lovering được tặng thưởng ba Ngôi sao Chiến trận do thành tích phục vụ trong Thế Chiến II.

## Thiết kế và chế tạo
Những chiếc thuộc lớp tàu khu trục Evarts có chiều dài chung 289 ft 5 in (88,21 m), mạn tàu rộng 35 ft 1 in (10,69 m) và độ sâu mớn nước khi đầy tải là 8 ft 3 in (2,51 m). Chúng có trọng lượng choán nước tiêu chuẩn 1.140 tấn Anh (1.160 t); và lên đến 1.430 tấn Anh (1.450 t) khi đầy tải. Hệ thống động lực bao gồm bốn động cơ diesel General Motors Kiểu 16-278A nối với bốn máy phát điện để vận hành hai trục chân vịt; công suất 6.000 hp (4.500 kW) cho phép đạt được tốc độ tối đa 21 kn (24 mph; 39 km/h), và có dự trữ hành trình 4.150 nmi (4.780 mi; 7.690 km) khi di chuyển ở vận tốc đường trường 12 kn (14 mph; 22 km/h).
Vũ khí trang bị bao gồm ba pháo 3 in (76 mm)/50 cal trên tháp pháo nòng đơn có thể đối hạm hoặc phòng không, một khẩu đội 1,1 inch/75 caliber bốn nòng và chín pháo phòng không Oerlikon 20 mm. Vũ khí chống ngầm bao gồm một dàn súng cối chống tàu ngầm Hedgehog Mk. 10 (có 24 nòng và mang theo 144 quả đạn); hai đường ray Mk. 9 và tám máy phóng K3 Mk. 6 để thả mìn sâu.
Lovering được đặt lườn như là chiếc BDE-39 tại Xưởng hải quân Puget Sound ở Bremerton, Washington vào ngày 7 tháng 9, 1942. Tuy nhiên Hải quân Hoa Kỳ quyết định giữ lại con tàu, nên đổi tên thành vào ngày 14 tháng 6, 1943 và xếp lại lớp như là chiếc DE-39 vào ngày 16 tháng 6, 1943. Con tàu được hạ thủy vào ngày 18 tháng 6, 1943; được đỡ đầu bởi cô J. Shannon, và nhập biên chế vào ngày 11 tháng 9, 1943 dưới quyền chỉ huy của Hạm trưởng, Thiếu tá Hải quân A. H. Donaldson.

## Lịch sử hoạt động
Sau khi hoàn tất việc chạy thử máy và huấn luyện, Lovering khởi hành từ San Francisco, California vào ngày 4 tháng 12, 1943 để hướng sang khu vực quần đảo Hawaii, và đi đến Trân Châu Cảng vào ngày 16 tháng 12. Nó lại lên đường bốn ngày sau đó hộ tống một đoàn tàu vận tải đi đến quần đảo Gilbert. Đến nơi vào ngày 28 tháng 12, nó hoạt động tại khu vực quần đảo Gilbert trong suốt sáu tháng tiếp theo, chủ yếu từ Tarawa, để hộ tống các đoàn tàu vận tải đi đến Kwajalein và Majuro thuộc quần đảo Marshall lân cận, sau khi các đảo này được tuyên bố bình định vào ngày 7 tháng 2, 1944. Eniwetok trở thành điểm cuối của các chuyến vận tải sau khi nơi đây bị chiếm vào ngày 22 tháng 2.
Quay trở về Trân Châu Cảng vào ngày 27 tháng 7, Lovering trải qua một giai đoạn sửa chữa trong ụ tàu trước khi đảm nhiệm vai trò mục tiêu giả lập phục vụ cho việc huấn luyện tàu ngầm. Con tàu đi đến khu vực Marshall vào ngày 19 tháng 9, tiếp tục hoạt động huấn luyện tàu ngầm, và sang cuối tháng 10 đã hộ tống nhiều đoàn tàu vận tải đi sang Saipan và Guam thuộc quần đảo Mariana. Vai trò này kết thúc vào ngày 10 tháng 3, 1945, khi nó đi đến Ulithi để hoạt động hộ tống bảo vệ cho nhiều đội tiếp liệu, chủ yếu là các tàu chở dầu, phục vụ cho các đơn vị thuộc Đệ Tam và Đệ Ngũ hạm đội. Vào giai đoạn này nó tham gia phục vụ cho các chiến dịch đổ bộ tại Iwo Jima và quần đảo Ryukyu. Con tàu lên đường vào ngày 9 tháng 7 để quay trở về Hoa Kỳ.
Lovering về đến San Pedro, California vào ngày 28 tháng 7, tuy nhiên kế hoạch đại tu cho nó bị dừng lại vào ngày 17 tháng 8, do chiến tranh đã kết thúc. Được kéo đến Terminal Island, California vào ngày 6 tháng 9, nó được cho xuất biên chế tại Oakland, California vào ngày 16 tháng 10, 1945, và tên nó được cho rút khỏi danh sách Đăng bạ Hải quân vào ngày 1 tháng 11,  1945. Con tàu được bán cho hãng Hugo Neu tại thành phố New York vào ngày 31 tháng 12, 1946 để tháo dỡ.

## Phần thưởng[2]
|  |                                         |  |
|  | Bronze star · Bronze star · Bronze star |  |

| Dãi băng Hoạt động Tác chiến (truy tặng) |                                                                         |                                                                         |                                      |
| Huân chương Chiến dịch Hoa Kỳ            | Huân chương Chiến dịch Châu Á-Thái Bình Dương với 3 Ngôi sao Chiến trận | Huân chương Chiến dịch Châu Á-Thái Bình Dương với 3 Ngôi sao Chiến trận | Huân chương Chiến thắng Thế Chiến II |